# 逍遙法外 (第四季)
《逍遙法外》第四季（How to Get Away with Murder Season 4）於2017年9月28日至2018年3月15日間在ABC首播。2017年2月10日，本季正式獲得ABC續訂，全季共15集，由奧斯卡金像獎兼黃金時段艾美獎得主薇拉·戴維絲領銜主演。2018年5月11日，ABC宣布續訂第5季。

## 故事
講述圍繞在擁有高知名度的律師，同時兼任米爾頓大學法律系教授的安娜莉絲·基汀，及其五位學生衛斯·吉賓斯、康納·沃許、米凱拉·普萊特、亞瑟·麥爾史東與蘿瑞爾·卡斯提洛和助手法蘭克·迪爾菲諾與邦妮·溫特巴頓之間的法律戰與凶殺案。
本季自衛斯喪身火海後展開，在悲劇過後，安娜莉絲來到了人生的交叉路口，此次重生的機會，她選擇和學生們及邦妮分道揚鑣，正當大家準備踏上新的人生旅途時，未解的衛斯案仍將繼續纏繞著他們的命運。

## 製作
2017年2月10日，本劇獲得ABC第4季續訂，編劇群於同年5月8日重回崗位，展開本季製作序幕，並在7月14日進行首次腳本閱讀。
2018年1月3日，主創彼得·諾沃克與執行製作人珊達·萊梅斯證實製作公司珊達樂園的另一齣影集《醜聞》將與本劇共同製作兩小時交叉特集，該集故事始於週四晚間9點播出的《醜聞》，終於晚間10點首播的本劇。曾共同獲黃金時段艾美獎提名的本劇女主角薇拉·戴維絲與《醜聞》女主角凱莉·華盛頓將同框演出，兩名演員會以各自的角色，登場於兩部劇集。雖然兩劇的故事背景設定不同，但戴維絲飾演身處費城的安娜莉絲，與華盛頓飾演身處華盛頓哥倫比亞特區的奧莉維雅，將隨故事發展共處一地。兩部劇集的交叉集為連續故事，但不影響個別故事線與角色的發展，而本劇的交叉特集將由莎拉·L·湯普森與摩爾妮凱·貝洛甘共同執筆，由姿娜·富恩特斯執導。

### 選角
第四季將有9位主演回歸，在上季飾演角色身亡的阿爾弗雷德·伊諾奇將不再是主演陣容，但會回歸客串演出。
2017年7月20日，宣布《紐約重案組》吉米·史密茲加入第4季主要客串陣容。8月3日，宣布女主角兼製作人薇拉·戴維絲的製作夥伴兼丈夫朱利斯·泰農將客串本季。8月4日，證實飾演蘿瑞爾父親豪爾赫的埃賽·莫拉萊斯與飾演多明奈克的尼可拉斯·岡薩雷茲均將回歸本季。2018年1月23日，宣布《法網遊龍犯罪實錄：梅內德斯兄弟殺人案》洛莉塔·黛維琪加入常設演員陣容，於本季下半季登場。2月4日，科比·布萊恩在參加安妮獎時，證實自己將客串本季。

## 卡司

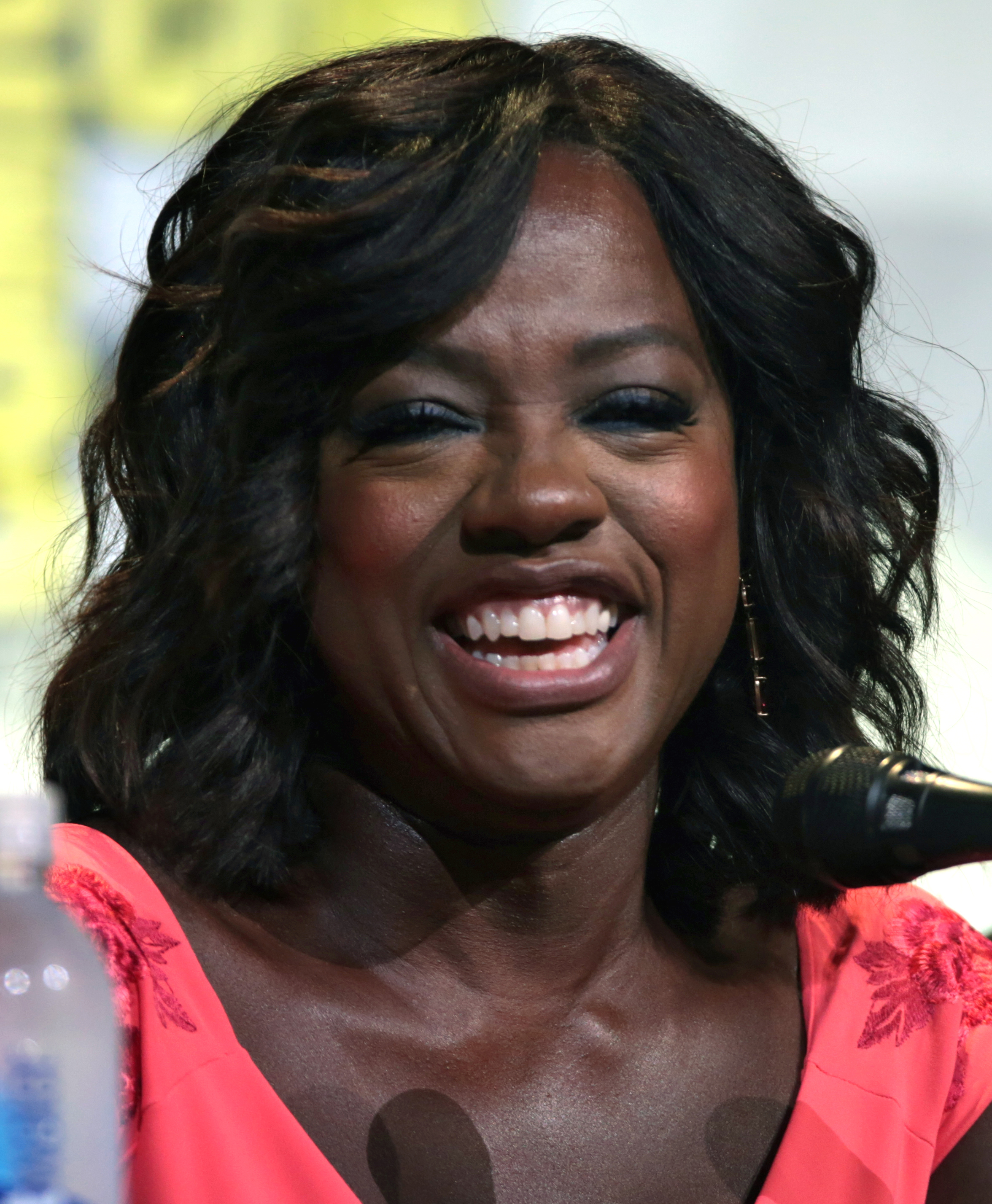
薇拉·戴維絲飾演女主角安娜莉絲·基汀

### 主要角色
- 薇拉·戴維絲 飾演 安娜莉絲·基汀
- 比利·布朗 飾演 奈特·黎西
- 傑克·法洛希 飾演 康納·沃許
- 雅佳·娜歐蜜·金 飾演 米凱拉·普萊特
- 馬特·麥高瑞 飾演 亞瑟·麥爾史東
- 康拉德·里卡摩拉 飾演 奧利佛·漢普頓
- 凱拉·蘇薩（英语：Karla Souza） 飾演 蘿瑞爾·卡斯提洛
- 查理·韋伯 飾演 法蘭克·迪爾菲諾
- 麗莎·薇爾 飾演 邦妮·溫特巴頓

| - 西西莉·泰森 飾演 歐菲莉亞·哈克尼斯 - 吉米·史密茲 飾演 艾薩克·羅亞 - 阿爾弗雷德·伊諾奇 飾演 衛斯·吉賓斯 - 葛林·特曼 飾演 老奈特·黎西（3集） - 埃賽·莫拉萊斯 飾演 豪爾赫·卡斯提洛 - 貝尼托·馬丁尼茲 飾演 陶德·丹佛 - D·W·莫非特 飾演 傑夫·沃許 - 凱薩琳·艾貝 飾演 賈桂琳·羅亞 - L·斯科特·考德威爾 飾演 茉莉·布洛梅爾 - 尼可拉斯·岡薩雷茲 飾演 多明奈克 - 艾米拉·范恩 飾演 媞根·普萊斯 - 洛莉塔·黛維琪 飾演 桑德琳·卡斯提洛 - 優蘭達·羅斯 飾演 克勞蒂亞·蓋爾文 - 史蒂芬妮·菲瑞希 飾演 艾倫·弗里曼 - 羅傑·羅賓森 飾演 麥克·哈克尼斯 - 貝赫茲·達布 飾演 賽門·德雷克 - 約翰·亨斯利 飾演 羅佐·米勒 - 吉姆·阿貝爾 飾演 泰德 | - 凱莉·華盛頓 飾演 奧莉維雅·波普 - 湯姆·維里卡 飾演 山姆·基汀 - 露娜·維萊斯 飾演 索拉亞·哈格羅夫 - 約翰·亨斯利 飾演 檢察官 - 瑪麗安娜·瓊-巴普蒂斯特 飾演 薇吉妮亞·克羅斯 - 克莉絲汀·蘿絲 飾演 溫諾娜·桑斯貝瑞 - 歐迪·費爾 飾演 檢察總長雀斯 - 諾拉·鄧恩 飾演 莉莉·南賈尼 - 傑克·柯爾曼 飾演 狄恩 - 小科爾內利烏斯·史密斯 飾演 馬可斯·沃克 - 湯姆·厄文 飾演 馬克·史派維大法官 - 莎朗·勞倫斯 飾演 英格麗·伊根 - 丹尼斯·阿爾恩特 飾演 史翠克蘭大法官 - 羅姆·弗林 飾演 嘉布列·麥多斯 - 關多琳·慕郎巴 飾演 瑟蕾絲汀 - 朱利斯·泰農 飾演 戴斯蒙 |

## 集數
| 總集數 | 集數 （季） | 標題                                                           | 導演            | 編劇                          | 首播日期       | 美國收視人數 （百萬） |
| --- | ----------- | -------------------------------------------------------------- | --------------- | ----------------------------- | -------------- | --------------------- |
| 46 | 1           | 分道揚鑣 I'm Going Away                                        | 潔特·威爾金森   | 彼得·諾沃克                   | 2017年9月28日  | 3.97                  |
| 安娜莉絲回到曼非斯的老家，面對母親的失智症，她有意安排和母親一同參觀記憶照護中心，但歐菲莉亞卻相當排斥。蘿瑞爾向來到學校參觀的父親豪爾赫吐露懷孕的事實，並稱她已選擇流掉了孩子。由於漢娜向法院索要基汀家，導致保險金止付，使得身無分文的安娜莉絲，不禁向妹妹瑟蕾絲汀吐露心事。夜裡，歐菲莉亞的失智症又再次發作，並回到了當初放火燒小叔家時的記憶，甚至還因此失禁，這讓安娜莉絲既擔心又無奈，而歐菲莉亞也因此決定按安娜莉絲的意思參觀療養院。安娜莉絲和麥克又再次起爭執，麥克更認為歐菲莉亞的失智症發作，是因安娜莉絲的傷痛所引發之。不忍母親的安娜莉絲，在臨走前，決定讓父親擔下照顧母親的責任，而麥克也因愧疚而向安娜莉絲為其過往的遭遇致上歉意。安娜莉絲在法庭上，吐露自己的悲慘遭遇以及重新振作的決心，好請求弗里曼等律師協會代表勿將她僅存的律師執照撤銷。在安娜莉絲成功保住律師執照後，她將康納、蘿瑞爾、米凱拉、亞瑟以及邦妮邀請至餐廳，並給予了他們各一封推薦信，她認為這是重生的他們分道揚鑣的絕佳時機，也是時候該踏上各自的人生旅途，但此舉卻不被大夥理解。最後，康納向奧利佛解釋自己遲遲未答應求婚，是期望在更好的時刻，再步上新的人生階段，而蘿瑞爾其實並未墮胎，且她還知道父親就是殺害衛斯的兇手，至於安娜莉絲則開始接受艾薩克的心理諮商。 三個月後：接獲通知的艾薩克趕到醫院，在法蘭克安撫蘿瑞爾之餘，蘿瑞爾發現自己疑似流產的事實。 |             |                                                                |                 |                               |                |                       |
| 47 | 2           | 我不是她 I'm Not Her                                           | 派瑞斯·巴克雷   | 瑪雅·戈史密斯                 | 2017年10月5日  | 3.88                  |
| 安娜莉絲決定替茉莉辯護，以作為她恢復執照的第一件案子，然而辯護過程卻不如想像中順利，且她也發現茉莉不經意地對警方進行嚴重的冒犯。基汀四人組為米爾頓大學法律就業博覽會進行面試準備，米凱拉與亞瑟都有所斬獲，但康納與蘿瑞爾卻未獲任何一家事務所的回覆，不過蘿瑞爾卻打算助米凱拉一臂之力。利用一些小手段而獲得丹佛聘用的邦妮，想請奈特協助辦案，但奈特卻懷疑邦妮的動機與安娜莉絲有關而拒絕。茉莉吐露自己自幼便被父親出賣作為吸毒的妓女，像她這樣的底層人物，只能不斷重蹈吸毒、賣淫與入監的覆轍，並要安娜莉絲別有拯救非裔姊妹的奢望。康納發現蘿瑞爾謊稱並未收到事務所的回覆，而他也藉機吐露自己對衛斯見死不救的自責，希望能彌補蘿瑞爾，但蘿瑞爾卻要康納放下罪惡感。安娜莉絲發現茉莉在未成年時便有犯罪前科，但為保護茉莉，司法單位封存了紀錄，為了取得該文件，安娜莉絲向檢察官求助無果，邦妮也不願協助安娜莉絲，最後反倒是法蘭克不請自來，暗中為她取得文件，即便安娜莉絲仍對他有所戒心。安娜莉絲揭露當年的法官對身為非裔的茉莉差別待遇，使得茉莉未能及時獲得應有的司法庇護，造就茉莉輪迴悲慘的生活歷程，這成功說服了法官，法官也決定彌補司法過往的不公，給予茉莉全新的人生。米凱拉和賽門皆獲知名的凱普蘭與戈德律師事務所錄取，在米凱拉興奮之際，蘿瑞爾向她坦承衛斯死亡的真相，並要米凱拉協助她藉由父親委託之凱普蘭與戈德事務所來扳倒父親。艾薩克認為安娜莉絲一直隱藏其真實的一面，而她之所以想幫助茉莉，正是因為她倆都是性犯罪的受害者，但安娜莉絲卻堅決否認，直到艾薩克坦承自己曾是名毒癮者後，安娜莉絲才吐露自己不相信心理諮商師的原因，正是丈夫山姆。 兩個半月後：在蘿瑞爾疑似流產後，艾薩克打給了安娜莉絲卻沒人回應，與此同時，身為檢察官的邦妮來到安娜莉絲的旅館住處，現場卻已成血跡綿延的命案現場。 |             |                                                                |                 |                               |                |                       |
| 48 | 3           | 為大局著想 It's for the Greater Good                           | 妮可·魯比奧     | 艾瑞卡·哈里森                 | 2017年10月12日 | 3.88                  |
| 安娜莉絲加入公設辯護人辦公室旗下的費城辯護權計劃，替一名被控殺害未婚妻而坐牢近十年的犯人班辯護，與此同時，尚未獲得檢察廳信任的邦妮，在奈特的幫助下，找來甫創業並設法賺錢的奧利佛駭入安娜莉絲的手機，以找到關鍵證據替檢方打贏官司。蘿瑞爾央求邦妮讓她擔任檢察廳實習生無果，於是她請託和邦妮同居且正在準備法學院入學考試的法蘭克說服邦妮，邦妮最終軟化而接納蘿瑞爾。康納決定退學，這讓奧利佛相當著急，並求助大夥們幫忙說服康納，而得知此事的康納雙親，來到了費城。受到媞根支持的米凱拉，和賽門於凱普蘭與戈德地獄盃上較勁，而原本想步上正軌而不願幫助蘿瑞爾的米凱拉，在蘿瑞爾暗中從檢察廳取得證明其父親在衛斯身亡當日抵達費城的飛航記錄後，贏得獎牌的米凱拉決定來到媞根旗下，找尋豪赫爾的不法證據。安娜莉絲發現奈特與邦妮勾結而和兩人起衝突，隨後，她在自家門口取得關鍵證物，並透過法蘭克得知送來證據的神秘人身分。原來，首席公設辯護人薇吉妮亞因案件繁多而疏忽證據，導致未能及時替班伸張正義，而安娜莉絲在庭上公然揭露事實，雖然這洗刷了班的冤屈，卻也幾乎毀了薇吉妮亞的職涯。得知茉莉疑似因吸毒過量而身亡的安娜莉絲，認為揭露公設辯護人糟糕的工作環境與困境，有助於替底層人物伸張正義，好進行集體訴訟，對抗扭曲的司法體制，但艾薩克卻認為安娜莉絲的野心和自負，只是重蹈過往危險事蹟的覆轍，並要她懂得先拯救自我。 兩個月後：身上沾有血跡的米凱拉，失魂地站在嬰兒室前，哭著說道圍繞在他們身邊的人皆一一死亡，隨後倒在艾薩克懷中崩潰。 |             |                                                                |                 |                               |                |                       |
| 49 | 4           | 她過去的工作表現好嗎？ Was She Ever Good at Her Job?           | 邁克·史密斯     | 邁克爾·魯索                   | 2017年10月19日 | 3.56                  |
| 安娜莉絲正為提起集體訴訟而努力，面對資金短缺的問題，她決定說服索拉亞雇用她為其兒女養育權辯護，而安娜莉絲也因此得和索拉亞的原律師，也就是米凱拉的新導師媞根合作。安娜莉絲一方面在整理集體訴訟的素材，另一方面又得迎戰索拉亞的辯護權協商，繁忙的工作導致她誤將索拉亞的訴狀寄給學校董事，使得索拉亞恐面臨丟失飯碗的危機。傑夫試著和康納交心，但康納仍拒傑夫於門外，傑夫認為如今消沉的康納並非真實的他，更認為奧利佛不適合具野心與抱負的康納。索拉亞在得知安娜莉絲同樣也在為戒酒奮鬥後，因同病相憐而未開除安娜莉絲，而安娜莉絲也從心理諮商的經驗中，助索拉亞的親權談判一臂之力，更替索拉亞解除了失業危機。對安娜莉絲的手腕相當敬佩的媞根，向安娜莉絲提出職位邀約的善意，這令米凱拉相當緊張而試圖出言阻止，安娜莉絲則藉機點出米凱拉對權威女性的崇拜是源自於其母親之缺陷的癥結點。丹佛在得知蘿瑞爾於地檢工作後，要求邦妮辭退她，卻因蘿瑞爾懷有身孕而未果，與此同時，蘿瑞爾發現父親利用幽靈人口贊助丹佛競選，因此猜測這即是衛斯案遭河蟹的原因，而米凱拉也決定藉由奧利佛駭入媞根的帳戶，好取得有利資訊。雖然艾薩克表面給予安娜莉絲正面的心理評估結果，但他私下認為安娜莉絲正為那些因自己而受傷的人懲罰著自己，更尚未從衛斯之死走出，並以沉溺工作、封閉自我又拒絕幫助，來自我防衛尚未癒合的傷口，故評斷集體訴訟的失敗恐會對她造成極大的心理衝擊。不過，艾薩克似乎也對此另有盤算，至於有意修補公設辯護人事件的邦妮，則利用假身分「茱莉·巴登」和艾薩克接觸。 一個半月後：正視察案發現場的邦妮，來到第二個命案現場－凱普蘭與戈德律師事務所，而驚魂未定的目擊者正是奧利佛。 |             |                                                                |                 |                               |                |                       |
| 50 | 5           | 我愛她 I Love Her                                              | 蕾克希·亞歷山大 | 莎拉·L·湯普森                 | 2017年10月26日 | 3.56                  |
| 安娜莉絲展開說服薇吉妮亞負責辯護之囚犯加入其集體訴訟的行動，雖然奈特對安娜莉絲的目的抱持存疑，但礙於邦妮疑似摻入個人情感，奈特選擇向邦妮說謊，但邦妮最終仍親自證實安娜莉絲的意圖。蘿瑞爾因懷孕而性慾高漲，因此和法蘭克維持砲友關係，而法蘭克則猜想蘿瑞爾肚裡的孩子是否會是他的骨肉。安娜莉絲找來內心充滿罪惡感的康納加入她的計畫，好一同完成一件善事，至於亞瑟則發現米凱拉並未對自己坦誠。米凱拉與亞瑟試圖駭入媞根的電腦，好取得所需之文件，而蘿瑞爾從取得的資料中，確信父親的不法勾當。邦妮從中破壞安娜莉絲的計畫，這令好不容易說服克勞蒂亞等多名女囚加入的安娜莉絲功虧一簣。邦妮責難安娜莉絲不珍視自己，但安娜莉絲卻並未如此看待她，更認為邦妮搞砸了一樁好事。深受安娜莉絲影響的邦妮前來接受艾薩克的諮商，然而艾薩克從「茱莉」的描述中，確信茱莉相當依賴其談及的「梅」，並要茱莉承認她對梅的愛，這令邦妮被迫正視自己對安娜莉絲的複雜情感，而艾薩克也驚覺茱莉就是邦妮。 2002年：當邦妮正和性侵她的市議員打官司時，即便對邦妮懷有同情心，但身為市議員辯護律師的安娜莉絲，仍為了職涯而設法勝訴。在打贏官司後，良心過意不去的安娜莉絲選擇辭去律師事務所的工作，並說服具有資質的邦妮加入她自立門戶的律師事務所。 兩星期後：在這場悲劇中，亞瑟成為嫌疑犯而遭拘捕。 |             |                                                                |                 |                               |                |                       |
| 51 | 6           | 保持堅強，媽媽 Stay Strong, Mama                               | 雀莉·諾蘭       | 摩爾妮凱·貝洛甘               | 2017年11月2日  | 3.57                  |
| 地檢持續破壞安娜莉絲的計畫，更向克勞蒂亞施壓，導致克勞蒂亞的兩個兒子與行動不便的母親恐流離失所，這令安娜莉絲必須設法幫助克勞蒂亞，而康納也再次對安娜莉絲的強勢感到佩服。豪爾赫再度造訪費城，並在和凱普蘭與戈德律師事務所談妥心宿二科技上市細節後，希望蘿瑞爾也能參與收益，他甚至知悉蘿瑞爾並未墮胎一事。蘿瑞爾從而推測父親因心宿二即將上市，而深怕檢方對安娜莉絲的調查會影響到他的公司收益，因此才會殺害可能供出真相的衛斯。米凱拉不願冒險賠上善待她的媞根之事業來挖掘內幕，而亞瑟在發現蘿瑞爾的計劃後，不滿米凱拉隱瞞自己而離家出走。通過法學院入學考試的法蘭克，來到蘿瑞爾的住所向其表白，並表明願意擔下照顧蘿瑞爾與其肚裡孩子的責任。邦妮雖然在打擊安娜莉絲上有功，但奈特卻不認同她的動機，才剛表揚她的丹佛也並未打算讓她全全參與，這令邦妮深感沮喪，並受到亞瑟的安慰。安娜莉絲決定召開記者會，讓大眾知悉檢方的作為，使得法官不得不支持安娜莉絲，取消對克勞蒂亞一家的制裁，而安娜莉絲的集體訴訟計劃也因此逐漸明朗。艾薩克打算藉由談及山姆的死，讓安娜莉絲面對喪子之痛，然而身為艾薩克心理諮商師同時也是其前妻的賈桂琳，卻認為諮商安娜莉絲，只會不斷觸發艾薩克過去的傷痛，但艾薩克仍執意要對安娜莉絲的諮商負責，這迫使賈桂琳不得不主動接觸安娜莉絲。 一星期後：在艾薩克嘗試聯繫安娜莉絲的同時，安娜莉絲失魂地坐在淋浴間洗淨身上的血跡。 |             |                                                                |                 |                               |                |                       |
| 52 | 7           | 沒有人天生就是巨人 Nobody Roots for Goliath                    | 妮欣佳·史都華   | 丹尼爾·羅賓森                 | 2017年11月9日  | 3.71                  |
| 賈桂琳向安娜莉絲道出夫妻倆的傷痛－女兒自殺，而她擔心安娜莉絲會誘發艾薩克打破戒癮，因此希望安娜莉絲能轉由其他諮商師治療。檢察總長雀斯打算利用安娜莉絲的酒癮問題來汙衊其人格，好使安娜莉絲的辯護資格受質疑，面臨困境的安娜莉絲，便決定向正競選檢察總長的丹佛尋求合作，在雀斯初嘗敗果後，邦妮卻向他伸出了援手。在亞瑟讓法蘭克知悉蘿瑞爾的計畫後，起初法蘭克相當反對，但最後仍因蘿瑞爾而心軟，至於亞瑟則因信任破裂而打算和米凱拉分手，更不支持他們的復仇計畫。媞根將慶祝自己協助心宿二科技而為事務所帶來龐大營收的派對，交由米凱拉籌辦，與此同時，奧利佛將在派對當晚，利用電腦中毒的賽門之身分取得所需的資料。雀斯打算藉艾薩克的診斷來證明安娜莉絲的不適任，結果艾薩克卻在法庭上給予安娜莉絲肯定，經過法官的裁決，法院正式通過了控告州政府的集體訴訟。事實上，邦妮正因了解艾薩克，而刻意向雀斯拋餌，打算暗中幫助安娜莉絲，另一方面，奈特認為安娜莉絲應該思考其酗酒的原由，且可能是來自她不擇手段而產生的罪惡感。在亞瑟因擔心同伴安危而決定參與蘿瑞爾的計畫後，米凱拉試著向亞瑟證明自己的真心，以挽救戀情。安娜莉絲向艾薩克坦白山姆當初要她相信自己沒有問題，這令她如釋重負，但孩子、山姆與衛斯的死，卻讓她持續產生對自我的質疑，並深怕自己使艾薩克舊癮復發，也道出賈桂琳和她接觸過的事實。協助集體訴訟的康納在嘗到成功的滋味後，決定向奧利佛求婚，但內心充滿罪惡感的奧利佛，卻選擇向他道出實情，而在四十八小時後，一場命案即將發生。 |             |                                                                |                 |                               |                |                       |
| 53 | 8           | 活下來。活下來。活下來。 Live. Live. Live.                     | 羅伯·哈帝       | 喬·法茲奧                     | 2017年11月16日 | 3.72                  |
| 得知真相的康納，欲阻止大家再度犯險，並和法蘭克發生衝突，但對衛斯與蘿瑞爾充滿愧疚的他，最終還是選擇妥協。邦妮向安娜莉絲表白，但卻被安娜莉絲回絕，傷心的她，便上門找奈特，打算一同借酒澆愁。艾薩克質疑賈桂琳作為的目的，而心煩意亂的安娜莉絲，則希望艾薩克能繼續幫助她走出難關。賽門在派對上的意外表白，讓奧利佛與其他人更加同情他的處境，並開始對栽贓於他的計畫產生猶豫，另一邊，法蘭克則潛入賽門家，將證據植入其筆電，使栽贓計畫更加完善。不放心的康納，最終仍向安娜莉絲說出實情，並尋求她的幫助。在米凱拉好不容易取得媞根的通行證後，突然現身的蘿瑞爾陪同奧利佛進入資料室擷取資料，完事後，蘿瑞爾與亞瑟臨時更改計畫，要奧利佛暗中將通行證置入賽門的口袋。深怕媞根發現通行證不見而慌張的米凱拉，與蘿瑞爾及亞瑟撞著，然而聽見他們談話內容的賽門，激動地想了解實情，結果卻在蘿瑞爾的包包內搜出槍枝，在大家驚恐之餘，賽門因絆到腳而不小心槍擊了自己的腦部。在米凱拉送走蘿瑞爾後，她冷靜地處置命案現場，隨後要亞瑟報警，並返回派對現場演了一場求救戲碼。蘿瑞爾在接到安娜莉絲的留言後，前往其居住的旅館，然而早前因阻止康納與法蘭克衝突而不小心傷及肚裡孩子的她，被困在電梯中並大量失血。來到蘿瑞爾家的康納卻不見蘿瑞爾的蹤影，在他與米凱拉通話期間，身為目擊者的亞瑟遭警方上銬，而躲在暗處的多明奈克則聽見了兩人的通話內容。在蘿瑞爾昏倒前聽到其呼救的安娜莉絲，緊急破開電梯門，並依醫療人員的指示，對蘿瑞爾早產的嬰兒進行心肺復甦術。 |             |                                                                |                 |                               |                |                       |
| 54 | 9           | 他死了 He's Dead                                               | 潔特·威爾金森   | 艾比·阿賈伊                   | 2018年1月18日  | 3.80                  |
| 救活蘿瑞爾孩子的安娜莉絲，獲知豪爾赫利用公眾服務部介入早產事件，疑似誣陷蘿瑞爾患有躁鬱症以及藥癮問題，並強硬地將孩子從她身邊奪走，而安娜莉絲則極力阻止未果。安娜莉絲向艾薩克求助，希望艾薩克能評估蘿瑞爾的身心狀態，但艾薩克卻更在意此事對安娜莉絲可能造成的影響。米凱拉與奧利佛嘗試猜想亞瑟的證詞好得以串供，而他們都決定坦承亞瑟曾觸碰過槍枝，並謊稱一切事件是由賽門的遣送壓力而起，但媞根對此說詞抱持質疑。康納得知蘿瑞爾早產，並通知了米凱拉，使得米凱拉誤以為蘿瑞爾的孩子未能生還。康納在告知安娜莉絲有關賽門的事件後，受安娜莉絲之託，向奈特尋求幫助，而邦妮也以檢方身分從中協助。亞瑟在奈特與邦妮的幫助下，獲得釋放，但他仍尚未全然脫身。在得知賽門尚未身亡後，康納、米凱拉與亞瑟都不樂見此事，但奧利佛卻希望別再波及無辜的賽門。蘿瑞爾打算向多明奈克求助，卻得知法蘭克斯暗自了結多明奈克，而法蘭克更發現多明奈克曾和衛斯通話的紀錄。 |             |                                                                |                 |                               |                |                       |
| 55 | 10          | 功虧一簣 Everything We Did Was For Nothing                     | 喬納森·布朗     | 馬修·克魯茲                   | 2018年1月25日  | 3.54                  |
| 當蘿瑞爾受到悲劇夜的惡夢纏身時，安娜莉絲與法蘭克以及學生們必須設法聯手，以扭轉危機。康納、亞瑟與奧利佛在安娜莉絲的指示下，將注意力轉移至集體訴訟案上，但奧利佛卻因罪惡感而不斷關心賽門的近況。米凱拉對搞砸媞根的事業抱持歉意，並試圖向媞根表態，也對媞根隱瞞實情的行為感到困惑。憂慮蘿瑞爾真實身心狀態的安娜莉絲，謊稱自己正努力讓蘿瑞爾脫困，而照料蘿瑞爾的米凱拉，則得知蘿瑞爾的早產原因可能是源自法蘭克與康納的那場爭執。為了找到失蹤的硬碟，安娜莉絲請託了奈特，而奈特也為亞瑟帶來調查進度的消息。安娜莉絲在法蘭克的說服下，終於主動和邦妮見面，並坦然道出彼此糾葛的依賴關係與情緒，也坦承自己想藉著拯救學生來填補內心的空虛感。邦妮在向丹佛展示忠誠的同時，也暗中做好背叛丹佛的準備，而丹佛則仍舊對她抱持質疑，並持續和豪爾赫勾結。將多明奈克的屍體與轎車一同銷毀的法蘭克，認為多明奈克的手機至關重要，因此未聽從安娜莉絲的指示將手機處理掉。米凱拉道出蘿瑞爾的早產真相，想藉此取得安娜莉絲的幫助，而法蘭克則對此感到自責。安娜莉絲請求艾薩克幫助蘿瑞爾，但艾薩克以不想涉入安娜莉絲私人的複雜事件為由拒絕，這令安娜莉絲不得不承認她想藉著幫助蘿瑞爾來獲得救贖的事實。在艾薩克的幫助下，蘿瑞爾如願獲得自由，但當她意外得知衛斯與多明奈克的通聯時，也發現母親與多明奈克有所聯繫。 |             |                                                                |                 |                               |                |                       |
| 56 | 11          | 他是個糟糕的父親 He's a Bad Father                             | 瑪塔·康寧漢     | 瑪雅·戈史密斯                 | 2018年2月1日   | 3.69                  |
| 蘿瑞爾和母親桑德琳聯繫，而桑德琳表明願意在爭取監護權上助她一臂之力，但安娜莉絲卻對此有所疑慮。安娜莉絲從奈特給予她的囚犯資料中，得知奈特的父親原來是名服刑好幾十年的殺人犯，而她也決定幫助老奈特伸張其權利。奧利佛因罪惡感而嘗試彌補昏迷的賽門，但康納卻以法庭經驗，阻止奧利佛做出會被判定為內疚的行為。安娜莉絲與奈特前往監獄探視老奈特，但老奈特卻對進入公家機關的奈特感到排斥，使得他們說服老奈特加入集體訴訟的行動更加艱鉅。安娜莉絲希望奈特說服老奈特接受精神評估，想藉此替他伸張程序正義，同時欲透過老奈特的案件，來凸顯法律體系的扭曲。安娜莉絲利用桑德琳身為母親的失職，來反映蘿瑞爾的稱職，但豪爾赫團隊卻暗中聯合丹佛，藉攻擊身為證人的艾薩克，來使艾薩克的精神評估備受質疑。在奈特以幫助全體弱勢囚犯之說，成功說服老奈特加入安娜莉絲的集體訴訟後，奈特對安娜莉絲產生感恩之情，亦重燃對安娜莉絲的愛火。蘿瑞爾最終在監護權訴訟上敗訴，並開始懷疑自己是否真的錯怪了豪爾赫，與此同時，安娜莉絲對丹佛為擊垮他們，而準備以殺害女兒之嫌起訴艾薩克一事感到愧疚。邦妮在發現有人監視她之際，循著衛斯的手機線索，發現衛斯曾和桑德琳會面。 |             |                                                                |                 |                               |                |                       |
| 57 | 12          | 追問他史黛拉之死 Ask Him About Stella                          | 史蒂芬·克拉格   | 泰絲·利寶威茲                 | 2018年2月8日   | 3.26                  |
| 被揭開瘡疤的艾薩克破戒吸毒，安娜莉絲在知情後，決定陪同他參加互助會，並逐漸對艾薩克有更深的了解。邦妮透過同事羅佐·米勒，取得艾薩克的訴狀，而安娜莉絲則從中發現艾薩克的謊言。法蘭克調閱了桑德琳的通聯紀錄，發現她與豪爾赫有著密切的聯絡，這令他懷疑桑德琳與豪爾赫為同夥。老奈特道出自己假釋後的艱困生活，加上在獄中產生的精神疾病，使他失控犯下了殺人重罪，致使他坐牢至今。在大家重回安娜莉絲旗下後，康納與米凱拉產生競爭關係，試圖在黎西訴賓夕法尼亞州政府案上有所幫助。艾薩克年輕時因遇上賈桂琳才重振自我，但他仍暗中嗑藥，其女兒史黛拉即是私自吞下他的毒品而身亡，為了防止賈桂琳知情，艾薩克刻意製造史黛拉自殺的假象，即使他對此充滿自責。邦妮在安娜莉絲的請託下，替艾薩克掩護，卻被羅佐拆穿，不安的邦妮，便決定以丹佛的不法事蹟來威脅丹佛放棄艾薩克的案子。捎來好消息的安娜莉絲，發現艾薩克仍持續吸食毒品，這令安娜莉絲感到失望，艾薩克亦將此事怪罪於安娜莉絲身上，使得安娜莉絲不得不斬斷兩人的關係，並通知賈桂琳。法蘭克得知桑德琳為了讓蘿瑞爾見上孩子一面，才與豪爾赫聯絡，但想不透桑德琳與衛斯為何相識的他，遂決定當面追問桑德琳。最高法院將集體訴訟案收回自審，甚至判決原告敗訴，這使安娜莉絲與其他人的努力皆功虧一簣，而奈特則試著取得父親的信任。康納領悟不放棄的理念，決定重回校園，並接受奧利佛的求婚，而同樣不願就此放棄的米凱拉，則建議安娜莉絲向知名的奧莉維雅·波普尋求幫助。 |             |                                                                |                 |                               |                |                       |
| 58 | 13          | 黎西訴賓夕法尼亞州政府案 Lahey v. Commonwealth of Pennsylvania | 姿娜·富恩特斯   | 莎拉·L·湯普森 摩爾妮凱·貝洛甘 | 2018年3月1日   | 4.15                  |
| 在奧莉維雅的幫助下，黎西訴賓夕法尼亞州政府案終於如願獲得美國最高法院的批准審理，而安娜莉絲必須為這場法庭戰做足準備。辯方律師英格麗·伊根在電視訪談中，搬出安娜莉絲與奧莉薇雅的負面新聞，卻反倒引起其他團體的反感，並打算向安娜莉絲提供幫助，但安娜莉絲仍選擇獨自辯護。在米凱拉與馬可斯·沃克合作監視伊根，以調查她與哪一名大法官有所接觸時，兩人因互相吸引而發生了關係。在準備上庭之際，安娜莉絲接到賈桂琳的電話，得知艾薩克因用藥過量導致腎衰竭，而她更將此悲劇歸咎於安娜莉絲身上，這觸發了安娜莉絲對自我的質疑而陷入崩潰，甚至臨陣退縮。奧莉薇雅試圖重振安娜莉絲的精神，提醒深怕毀了這些囚犯以及司法改革的她，別辜負當年充滿願景、有著初衷的那個自己。與伊根合作的史翠克蘭大法官認為以資源不足為書面主要論述的安娜莉絲，卻在庭上將種族歧視視為決定性因素之一有著紕漏，甚至強調種族因素不能做為判決的可變考量。安娜莉絲隨後立刻指派米凱拉查閱判決先例，指出史翠克蘭曾在1985年的某案判決書中，寫下「種族議題可做為變動因素」的字句，並論述現今的制度無法保護弱勢、給予有色人種平等的辯護權等不公現象，寄望能藉此落實美國憲法第六修正案。試著做件好事的安娜莉絲與奧莉維雅收獲正向結果，然而邦妮卻在此時捎來賽門甦醒的消息，至於暗中調查桑德琳的法蘭克，則在取得衛斯與其對話的錄音檔後，向蘿瑞爾揭露此事。 註：本集與《醜聞》第7季第12集為兩小時交叉特集。 |             |                                                                |                 |                               |                |                       |
| 59 | 14          | 他逝世的前一天 The Day Before He Died                          | 史考特·普林茲   | 喬·法茲奧                     | 2018年3月8日   | 3.36                  |
| 甦醒的賽門指名要見奧利佛，而大夥們必須趁賽門恢復事發當晚的記憶以前，設法脫罪。安娜莉絲打算藉賽門對奧利佛的愛戀，派奧利佛說服賽門雇用自己，但媞根卻搶先一步成為他的律師。蘿瑞爾與法蘭克向桑德琳追問實情，但桑德琳堅決否認教唆殺害衛斯，而邦妮則在認為兩人的舉動過於輕率之餘，憂心丹佛會對自己不利。米凱拉對自己的情感感到混亂，而亞瑟在意外察覺米凱拉與馬可斯的情事後，既心碎又怒不可遏。住院治療的艾薩克要安娜莉絲勿自責，並歸咎自己對安娜莉絲產生了別樣的情愫，告別彼此的他們也各自心碎。在賽門憶起蘿瑞爾偷竊資料並識破奧利佛後，安娜莉絲利用米凱拉拖延媞根，並透過奧利佛和賽門進行通話好達成協議，促使他開除媞根，亦防止蘿瑞爾被警方傳喚。八個月前，桑德琳為了讓衛斯與蘿瑞爾分手，打算用金錢打發衛斯，而在衛斯告知她自首的計畫時，桑德琳緊急向豪爾赫求助，最終迎來了衛斯的死亡。蘿瑞爾以收受不法獻金的證據，威脅丹佛說出衛斯的死亡真相，並在取得母親的通聯記錄後，對間接害死衛斯的桑德琳發怒。在安娜莉絲與法蘭克從邦妮的留言中，得知遺失的硬碟實際上在丹佛手裡時，奈特捎來了一場車禍消息。 |             |                                                                |                 |                               |                |                       |
| 60 | 15          | 無人身亡 Nobody Else Is Dying                                  | 潔特·威爾金森   | 彼得·諾沃克                   | 2018年3月15日  | 3.84                  |
| 丹佛車禍身亡，聯邦調查局以謀殺案展開調查，並傳喚丹佛生前最後見到的人－蘿瑞爾到案說明，而蘿瑞爾則試圖引導探員調查丹佛與父親的關係。未見桑德琳蹤跡的豪爾赫，以孫子威脅蘿瑞爾坦誠其下落，但蘿瑞爾堅決否認自己對母親不利。奈特以調查丹佛案為名義，尋得丹佛藏匿的硬碟，並交付給了安娜莉絲團隊，但他們因難以辨認不法證據，而嘗試向媞根尋求幫助。安娜莉絲計畫將硬碟交給賽門，讓他向警方舉報豪爾赫，好達成與賽門的協議，但面臨計畫變卦，米凱拉不顧安娜莉絲的反對，私自匿報美國移民及海關執法局，導致賽門遭遣送回巴基斯坦。安娜莉絲決定直接和豪爾赫談判，以硬碟換取蘿瑞爾的孩子監護權，而豪爾赫口口聲聲為家人設想，卻因不齒的手段反而將家人推得更遠。在蘿瑞爾如願取回兒子的監護權後，安娜莉絲的計畫正式啟動，並由媞根暗中和調查局合作，終將豪爾赫繩之以法。亞瑟因無法諒解米凱拉，選擇結束這段戀情，即便兩人的關係持續惡化，但亞瑟實際上仍相當在意她。康納坦承自己並非退學，而是成績不及格，但現在的他嘗試重返校園。準備接任丹佛位置的羅佐，向邦妮求和以獲得幫助，而兩人也互生好感。法院判決黎西訴賓夕法尼亞州政府案由原告獲勝，這令安娜莉絲相當欣慰，並試著讓世人看見人心醜惡下的善良本質，給予改善遷善的人們機會，讓這些囚犯的家人獲得心靈的救贖。正適應為人母的蘿瑞爾，帶著孩子暫居於邦妮家，而她的手臂有著不明的抓痕，與此同時，來到法學院的法蘭克，意外發現「她」的孩子嘉布列·麥多斯也來到法學院就讀。 |             |                                                                |                 |                               |                |                       |

## 收視
| 總集數 | 集數 | 標題                         | 播出日期       | 收視／份額 （18–49歲） | 收視 （百萬） | DVR （18–49歲） | DVR收視 （百萬） | 加總 （18–49歲） | 總收視 （百萬） |
| ------ | ---- | ---------------------------- | -------------- | ---------------------- | ------------- | --------------- | ---------------- | ---------------- | --------------- |
| 46     | 1    | 分道揚鑣（I'm Going Away）                 | 2017年9月28日  | 1.1/4                  | 3.97          | 1.2             | 3.18             | 2.3              | 7.15            |
| 47     | 2    | 我不是她（I'm Not Her）                 | 2017年10月5日  | 0.9/3                  | 3.88          | 1.1             | 2.80             | 2.0              | 6.68            |
| 48     | 3    | 為大局著想（It's for the Greater Good）               | 2017年10月12日 | 1.0/4                  | 3.88          | 1.1             | 2.83             | 2.1              | 6.71            |
| 49     | 4    | 她過去的工作表現好嗎？（Was She Ever Good at Her Job?）   | 2017年10月19日 | 0.9/4                  | 3.56          | 1.1             | 2.80             | 2.0              | 6.36            |
| 50     | 5    | 我愛她（I Love Her）                   | 2017年10月26日 | 0.9/3                  | 3.56          | 1.1             | 2.79             | 2.0              | 6.35            |
| 51     | 6    | 保持堅強，媽媽（Stay Strong, Mama）           | 2017年11月2日  | 0.9/3                  | 3.57          | 1.2             | 2.82             | 2.1              | 6.39            |
| 52     | 7    | 沒有人天生就是巨人（Nobody Roots for Goliath）       | 2017年11月9日  | 0.9/3                  | 3.71          | 1.0             | 2.60             | 1.9              | 6.31            |
| 53     | 8    | 活下來。活下來。活下來。（Live. Live. Live.） | 2017年11月16日 | 0.9/3                  | 3.72          | 1.0             | 2.49             | 1.9              | 6.21            |
| 54     | 9    | 他死了（He's Dead）                   | 2018年1月18日  | 1.0/4                  | 3.80          | 1.0             | 2.60             | 2.0              | 6.40            |
| 55     | 10   | 功虧一簣（Everything We Did Was For Nothing）                 | 2018年1月25日  | 1.0/4                  | 3.54          | 1.1             | 2.93             | 2.1              | 6.47            |
| 56     | 11   | 他是個糟糕的父親（He's a Bad Father）         | 2018年2月1日   | 1.0/4                  | 3.69          | 1.0             | 2.55             | 2.0              | 6.24            |
| 57     | 12   | 追問他史黛拉之死（Ask Him About Stella）         | 2018年2月8日   | 0.8/3                  | 3.26          | 1.0             | 2.54             | 1.8              | 5.80            |
| 58     | 13   | 黎西訴賓夕法尼亞州政府案（Lahey v. Commonwealth of Pennsylvania） | 2018年3月1日   | 1.1/5                  | 4.15          | 1.1             | 3.01             | 2.2              | 7.16            |
| 59     | 14   | 他逝世的前一天（The Day Before He Died）           | 2018年3月8日   | 0.9/4                  | 3.36          | 0.9             | 2.61             | 1.8              | 5.97            |
| 60     | 15   | 無人身亡（Nobody Else Is Dying）                 | 2018年3月15日  | 1.0/4                  | 3.84          | 0.8             | 2.30             | 1.8              | 6.14            |
| 平均   | 平均 | 平均                         | 平均           | 0.9                    | 3.70          | 1.1             | 2.72             | 2.0              | 6.42            |

## 評價
本季依舊獲得評論家的讚賞，於爛番茄整合的評論中，獲得了100%新鮮度、7.9/10分（8位評論家）。
評論家前十大電視節目排名
| 2017         |
| ------------ |
| - – PopCrush |

## 獎項及提名
| 年度 | 大獎                   | 獎項                   | 入圍者      | 結果 |
| ---- | ---------------------- | ---------------------- | ----------- | ---- |
| 2018 | 有色人種促進協會形象獎 | 劇情類影集最佳女演員獎 | 薇拉·戴維絲 | 提名 |
| 2018 | Cine Awards            | 最佳劇情類影集女主角獎 | 薇拉·戴維絲 | 提名 |

## 海外播出
Sony Channel與美國同日首播，自2017年9月29日起，逢星期五晚間8點55分在新加坡、香港與馬來西亞播映，雅加達與曼谷則因時差而提前於7點55分同時放送。

## 外部連結
- 官方网站
- 《逍遙法外》各集列表 来自互联网电影数据库
- 製作公司官方網站（英文）